# Sobasina solomonensis
Espèce
Sobasina solomonensis est une espèce d'araignées aranéomorphes de la famille des Salticidae.

## Distribution
Cette espèce est endémique de Guadalcanal aux Salomon,.

## Description
Le mâle holotype mesure 2,4 mm, les mâles mesurent de 1,88 à 2,60 mm et les femelles de 2,52 à 2,80 mm. Cette araignée est myrmécomorphe.

## Étymologie
Son nom d'espèce, composé de solomon et du suffixe latin -ensis, « qui vit dans, qui habite », lui a été donné en référence au lieu de sa découverte, les Salomon.

## Publication originale
- Wanless, 1978 : A revision of the spider genus Sobasina (Araneae: Salticidae). Bulletin of the British Museum (Natural History) Zoology, vol. 33, no 4, p. 245-257 (texte intégral).